# Palazzo Dolfin (Treviso)
Palazzo Dolfin, Calzavara, Giacomelli è un'architettura di Treviso, ubicata lungo il Sile, in piazza Garibaldi, vicino al Quartiere Latino.
Costruito tra XVII e XVIII secolo su committenza di Salvatore Orsetti, il palazzo è tradizionalmente attribuito all'architetto Andrea Pagnossin, ma è da altri ascritto all'opera di Ottavio Scotti o Antonio Gaspari. Nell'ultimo quarto del Settecento passò alla famiglia patrizia veneziana dei Dolfin ma ben presto la rovina causata dalla caduta della Repubblica nel 1797 portò al passaggio di proprietà nelle mani di Francesco Cestari. Verso il 1830 il palazzo venne acquistato dall'imprenditore illuminato di origini friulane Sante Giacomelli. Nel 1906 risulta proprietà dei Calzavara Bonali, quindi di altri privati, fino all'acquisto da parte dell'associazione industriali trevigiana nel 1978. Attualmente conosciuto come "palazzo Giacomelli", dalla famiglia che gli diede nuova vita nell'Ottocento, dopo un restauro terminato nel 2014 è sede di rappresentanza di Unindustria Treviso e luogo espositivo.
Palazzo Giacomelli ospita da alcuni anni un concerto della rassegna musicale Treviso Suona Jazz, festival giunto alla settima edizione e che nell'anno 2021 si è svolto tra il giorno 8 e il giorno 12 di settembre. 

## Descrizione
Palazzo Dolfin ha un'importante facciata intonacata di bianco e rivolta sul fiume. Essa si mostra con un'ampia parte centrale tripartita da lesene di ordine ionico e sovrastata da un grande timpano dentellato. Al piano terra, il portale rettangolare è inserito in una superficie a bugnato, dalla quale sporge un mascherone.
Il piano nobile contiene centralmente l'apertura di maggior rilievo: una grande monofora a tutto sesto con mascherone in chiave e dotata di una sporgente balaustra lapidea.
Nei locali del piano nobile del palazzo sono presenti fastose pitture attribuite a Louis Dorigny nella sala delle Feste; interessanti decorazioni settecentesche adornano anche la sala degli Stucchi.